# Ентаульский сельсовет
Ентаульский сельсовет — сельское поселение в Большемуртинском районе Красноярского края.
Административный центр — посёлок Красные Ключи.

## Население
| 2010 | 2012 | 2013 | 2014 | 2015 | 2016 | 2017 |
| ---- | ---- | ---- | ---- | ---- | ---- | ---- |
| 524  | ↘509 | ↘499 | ↘484 | ↗488 | ↘478 | ↗503 |

## Состав сельского поселения
В состав сельского поселения входят 3 населённых пункта:
| № | Населённый пункт | Тип населённого пункта          | Население |
| - | ---------------- | ------------------------------- | --------- |
| 1 | Ентауль          | село                            | 75        |
| 2 | Красные Ключи    | посёлок, административный центр | 393       |
| 3 | Михайловка       | деревня                         | 56        |

## Местное самоуправление
Ентаульский сельский Совет депутатов
Дата избрания: 14.03.2010. Срок полномочий: 5 лет. Количество депутатов: 6
Глава муниципального образования
- Лейтнер Андрей Иванович. Дата избрания: 14.03.2010. Срок полномочий: 5 лет